# Alice Springs
Alice Springs /ˌæl[invalid input: 'ɨ']s ˈsprɪŋz/ (Arrernte: Mparntwe) là đô thị lớn thứ ba của Lãnh thổ Bắc Úc, Úc. Thường được gọi là "the Alice" hay đơn giản là "Alice", Alice Springs toạ lạc gần vị trí trung tâm của lục địa Australia.
Vùng này được gọi là Mparntwe trong ngôn ngữ của người thổ dân Arrernte (còn gọi là Aranda), những người đã sống tại vùng hoang mạc trong và xung quanh Alice Springs trong hàng nghìn năm. Cái tên Alice Springs được đặt ra bởi William Whitfield Mills theo tên Bà Alice Todd (nhũ danh Alice Gillam Bell), vợ của Sir Charles Todd - người xây dựng đường điện báo xuyên Úc đầu tiên.
Alice Springs có dân số 27.972 người (2015), chiếm 10% dân số toàn Lãnh thổ Bắc Úc. Khoảng cách từ Alice Springs tới Adelaide và Darwin gần như ngang nhau.
Thị trấn nằm trên con sông Todd thường khô cạn ở phía bắc dãy MacDonnell. Khu vực nơi Alice Springs toạ lạc được gọi là Trung Úc, hay Red Centre, và có môi trường khô hạn gồm nhiều hoang mạc khác nhau. Alice Springs có khí hậu đặc trưng của hoang mạc, nhiệt độ có thể chênh lệch rất lớn với nhiệt độ tối đa trung bình vào mùa hè là 35,6 °C (96,1 °F), nhiệt độ tối thiểu trung bình vào mùa đông là 5,1 °C (41,2 °F).. Thị trấn này được biết là đang phải đối mặt với nhiều tệ nạn trong thời gian gần đây, phần lớn là do tội phạm gia tăng và nạn phân biệt chủng tộc gay gắt trong nhiều năm qua.

## Lịch sử

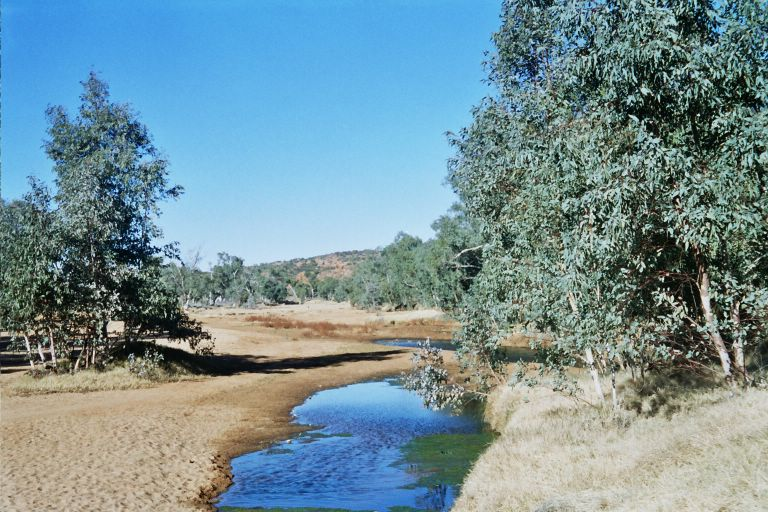
"Con suối" này đã được đặt tên cho thị trấn

### Khu sinh sống của thổ dân
Người thổ dân Arrernte đã biến nhà của họ ở sa mạc Trung Úc trong và xung quanh địa điểm của Alice Springs sau này hàng ngàn năm, với bằng chứng cho thấy sự chiếm đóng bản địa của vùng có niên đại ít nhất 30.000 năm. Tên mà thổ dân đặt cho Alice Springs là Mparntwe. Nhiều người Arrernte cũng sống trong các cộng đồng bên ngoài Alice Springs và trên các trang trại ở xa hơn.
Ba nhóm chính: người phương Tây, Đông và Trung Arrernte sống ở Trung Úc, vùng đất truyền thống của họ bao gồm cả khu vực Alice Springs và MacDonnell Ranges. Chúng cũng được gọi là Aranda, Arrarnta, Arunta và các cách viết tương tự khác. Có năm thổ ngữ của ngôn ngữ Arrernte: Đông Nam, Trung, Bắc, Đông và Đông Bắc.
Lãnh thổ của thổ dân Arrernte phong phú với các dãy núi, hố nước và hẻm núi, tạo ra một loạt các môi trường sống tự nhiên. Theo những câu chuyện truyền thống của Arrernte, ở sa mạc xung quanh Alice Springs, cảnh quan được định hình bởi sâu bướm, chó hoang, khách du lịch nam, hai chị em, Macropus robustus và các nhân vật tổ tiên khác.
Rất nhiều địa điểm có tầm quan trọng truyền thống trong và xung quanh Alice Springs bao gồm Anthwerrke (Emily Gap), Akeyulerre (Đồi Billy Goat), Ntaripe (Heavitree Gap), Atnelkentyarliweke (đồi Anzac) và Alhekulyele (Núi Gillen).

### Thời thuộc địa
Năm 1861–62, John McDouall Stuart dẫn đầu một đoàn thám hiểm qua miền Trung Australia, đi về phía tây của những gì sau này trở thành Alice Springs, từ đó thiết lập một con đường từ phía nam lục địa về phía bắc.
Một khu định cư cho người da trắng đã được bắt đầu mười năm sau đó với việc xây dựng một trạm lặp trên đường dây điện thoại Overland Telegraph của Úc (OTL), liên kết Adelaide với Darwin và Vương quốc Anh. OTL được hoàn thành vào năm 1872. Nó đi xuyên qua tuyến đường Stuart và mở thêm các vùng đất khác để định cư vĩnh viễn. Trạm điện báo Alice Springs được đặt gần khu vực được cho là một hố nước trên sông Todd. Khu định cư được đặt tên là Alice Spring theo tên "Alice" từ vợ của cựu Tổng Biên tập Nam Úc, ngài Charles Todd. Sông Todd được đặt tên theo Sir Charles.

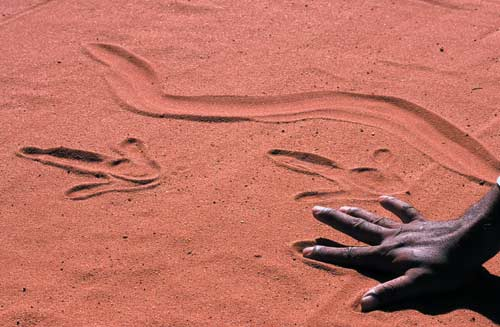
Công viên sa mạc Alice Springs với cát được vẽ bởi thổ dân

Mãi cho đến khi vàng phù sa được phát hiện tại Arltunga, 100 km (62 dặm) về phía đông của Alice Springs hiện tại, năm 1887 đã chứng kiến bất kỳ đợt di cư quan trọng nào của người nhập cư châu Âu đã xảy ra. Tòa nhà quan trọng đầu tiên của thị trấn là trại giam Stuart Town ở phố Parson, được xây dựng vào năm 1909 khi thị trấn có dân số người châu Âu dưới 20 người. Nhiều tù nhân đầu tiên của trại lần đầu tiên liên lạc với những người thổ dân cũng bị giam giữ ở đó vì giết trộm gia súc. Chiếc máy bay đầu tiên do phi công Francis Stewart Briggs lái vào năm 1921. Bệnh viện đầu tiên của Trung Úc, Adelaide House, được xây dựng vào năm 1926 khi dân số châu Âu của thị trấn khoảng 40. Mãi cho đến năm 1929 khi tuyến xe lửa đến Alice được xây dựng, dân số người châu Âu của thị trấn bắt đầu phát triển. Cộng đồng thổ dân đông hơn người châu Âu cho đến giữa những năm 1930. Cho đến ngày 31 tháng 8 năm 1933, thị trấn được chính thức gọi là Stuart.

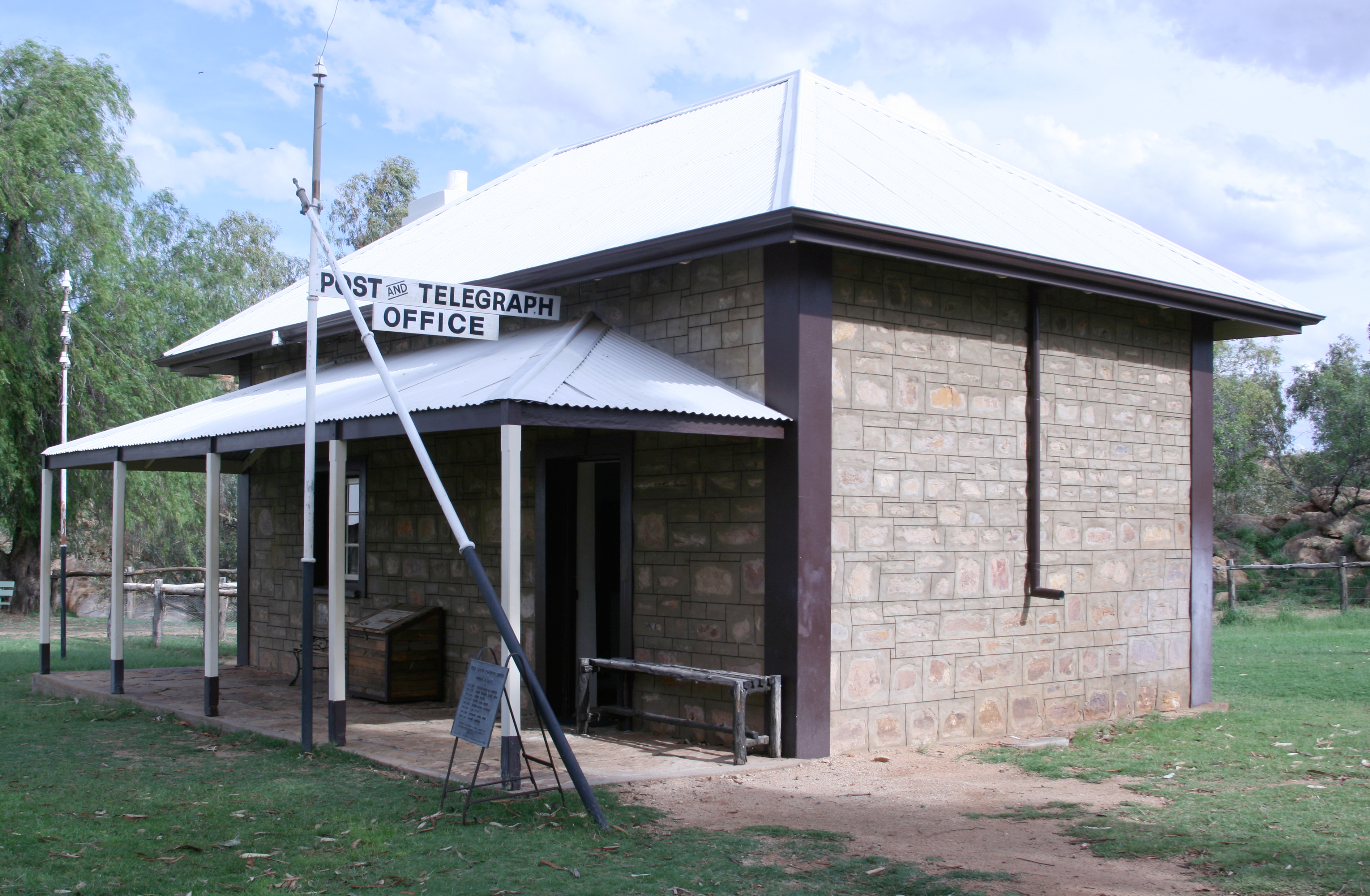
Trạm điện báo

Chế độ ban đầu của giao thông Anh-Úc ở vùng hẻo lánh di chuyển bằng lạc đà, do người nhập cư từ các bộ lạc Pathan ở biên giới Tây Bắc của Ấn Độ-Anh Ấn Độ (Pakistan ngày nay) điều hành; được biết đến ở địa phương như những người chuyên chăn lạc đà từ Afghanistan có trụ sở tại Hergott Springs, hoặc Marree như bây giờ được biết đến. Nhiều người di chuyển đến sống ở Alice Springs vào năm 1929 khi đường sắt cuối cùng đã đến được thị trấn. Họ sống trên khu phố nơi hội đồng thành phố hiện đang vận chuyển hàng hóa từ đầu đường sắt đến các ga và khu định cư ở phía bắc. Một cơn sốt vàng ở Tennant Creek vào năm 1932 đã tiếp tục thúc đẩy nền kinh tế Alice Springs cho đến khi chiến tranh thế giới thứ hai bùng phát.
Alice Springs được kết nối với Darwin bằng tàu hỏa vào ngày 4 tháng 2 năm 2004, khi chuyến tàu chở khách đầu tiên đến Darwin từ Adelaide.

### Chiến tranh thế giới thứ hai
Chiến tranh thế giới thứ hai mang lại những thay đổi đáng kể cho Alice Springs. Trước chiến tranh, Alice Springs là một khu định cư cực kỳ cô lập với ít hơn 500 người sinh sống. Tuy nhiên, trong chiến tranh, thị trấn là một cơ sở dàn dựng cực kỳ năng động, được gọi là Trại số 9 của Úc, và một căn cứ cho chuyến đi dài bốn ngày đến Darwin. Trung tâm đường sắt ở Alice Springs đã được thực hiện bởi các hoạt động quân sự và số lượng binh lính được đăng ký ở Alice Springs tăng nhanh chóng, cũng như số lượng nhân viên đi qua trên đường đến và đi Darwin. Khi Darwin bị đế quốc Nhật Bản đe dọa tấn công, các tuyến đường biển - phương tiện giao thông chính của thủ phủ Darwin và tiếp tế - bị cắt đứt. Việc sơ tán Darwin lần đầu tiên đã mang lại một số lượng lớn dân thường bao gồm các quan chức được bầu và nhiều hồ sơ của chính quyền lãnh thổ. Alice Springs trở thành thủ phủ dân sự chiến tranh của Lãnh thổ phía Bắc. Khi Darwin bị các lực lượng không quân Nhật Bản đánh bom, một số lượng lớn nhân viên quân sự và thiết bị nặng của họ đã nhanh chóng di chuyển về phía nam đến Alice Springs.
Số lượng binh sĩ được đăng ký ở Alice Springs đạt đỉnh điểm vào khoảng 8.000 và số lượng nhân viên đi qua tổng cộng gần 200.000. Một khi chiến tranh kết thúc, các trại quân sự và những người di tản đã rời đi và dân số của Alice Springs giảm nhanh chóng. Sau khi được gần 200.000 người viếng thăm, trong đó có Tướng quân Mỹ Douglas MacArthur, Alice Springs đã đạt được danh tiếng đáng kể, Những năm chiến tranh cũng để lại nhiều cấu trúc. Nhà hát Totem được xếp hạng lịch sử, được tạo ra để làm dịch vụ giải trí cho trại quân sự, vẫn tồn tại đến ngày nay. Quân đội Úc thành lập Bệnh viện Đa khoa Úc lần thứ 109 tại Alice Springs. Sân bay cách thành phố khoảng 7 dặm được xây dựng bởi Không quân Hoàng gia Úc. Các hoạt động liên quan đến chiến tranh đòi hỏi phải niêm phong đường đầu tiên giữa Alice Springs và Larrimah, mở rộng và cải thiện nguồn cung cấp nước của Alice Springs, và cải thiện tuyến đường sắt. Các hoạt động liên quan đến chiến tranh đã để lại hàng ngàn mảnh thiết bị và phương tiện quân sự dư thừa và sự gia tăng đáng kể dân số của Alice Springs.
Trong Thế chiến II, Alice Springs là địa điểm của RAAF No.24 Kho nhiên liệu máy bay nội địa (IAFD), hoàn thành vào ngày 20 tháng 5 năm 1942 và đóng cửa vào tháng 11 năm 1944. Thường bao gồm bốn xe tăng, 31 kho nhiên liệu được xây dựng trên khắp nước Úc để lưu trữ và cung cấp nhiên liệu máy bay cho Không quân Hoàng gia và Không quân Lục quân Hoa Kỳ với tổng chi phí là 900.000 bảng Anh (1.800.000 đô la)

### Sau Thế chiến thứ II
Trong những năm 1960, Alice Springs trở thành một địa điểm phòng thủ quan trọng với sự phát triển của cơ sở giám sát vệ tinh phòng thủ của Mỹ-Úc Pine Gap, nơi có khoảng 700 công nhân từ cả hai quốc gia.
Đến nay ngành công nghiệp chính trong thời gian gần đây là du lịch. Gần như tọa lạc ở trung tâm lục địa châu Úc, Alice Springs cách bờ biển gần nhất 1.200 kilômét (750 mi) và 1.500 km (930 mi) từ các thành phố lớn gần nhất là Darwin và Adelaide. Alice Springs là trung điểm của tuyến đường sắt Adelaide – Darwin.

### Thị trấn hiện đại
Thị trấn Alice Springs hiện đại có cả ảnh hưởng của văn hóa Châu Âu và cả thổ dân. Trọng tâm của thị trấn, Todd Mall, tổ chức một số phòng trưng bày nghệ thuật thổ dân và các sự kiện cộng đồng. Lối sống sa mạc của Alice Springs đã truyền cảm hứng cho một số sự kiện độc đáo, chẳng hạn như Camel Cup, Henley-on-Todd Regatta, Lễ hội Beanie và Cuộc đua Sa mạc Tatts Finke.

### Xây dựng môi trường
Alice Springs có nhiều tòa nhà lịch sử bao gồm Trạm Overland Telegraph, Tòa án Cũ và Khu Dân Cư và Trường Hartley Street. Adelaide House, một tòa nhà bằng đá tuyệt đẹp ở giữa Mall, bệnh viện đầu tiên của Trung Úc, được thiết kế và xây dựng bởi Mục sư John Flynn, người sáng lập ra dịch vụ bác sĩ bay đầu tiên trên thế giới, vào năm 1926. Nó cũng là địa điểm của thế giới thử nghiệm radio không dây di động thành công đầu tiên được thực hiện bởi Alf Traeger. Hiện nay nó là một bảo tàng, một trong những điểm du lịch quan trọng tạo thành một phần của 'The Flynn Trail' một con đường di sản đô thị tự hướng dẫn.
Ngày nay, thị trấn là một trung tâm dịch vụ và trung tâm du lịch quan trọng cho khu vực xung quanh. Nó là một thị trấn được trang bị đầy đủ với kích thước của nó, với một số khách sạn lớn, một trung tâm hội nghị đẳng cấp thế giới, và một loạt các điểm tham quan du lịch, nhà hàng và các dịch vụ khác.

## Địa lí
Khu vực xung quanh Alice Springs là một phần của khu vực rặng núi Xeric Central Ranges của vùng đồng cỏ khô cằn và bao gồm các dãy MacDonnell chạy về phía đông và phía tây của thị trấn và chứa một số đường mòn đi bộ và bơi lội như Ormiston Gorge, Ormiston Gorge Creek, Red Bank Gorge và Glen Helen Gorge. Đường mòn Larapinta dài 223 km (139 dặm) sau Dãy Tây MacDonnell và được coi là một trong những trải nghiệm đi bộ tuyệt vời cho khách du lịch.
Hoang mạc Simpson, phía đông nam của Alice Springs là một trong những khu vực hoang dã tuyệt vời của Úc có chứa những đụn cát đỏ khổng lồ và các thành tạo đá thú vị như Chambers Pillar và Rainbow Valley.

### Khí hậu
Nằm ngay phía nam của chí tuyến Nam, thị trấn Alice Springs nằm giữa sông Todd thường khô ở phía bắc của Dãy MacDonnell. Alice Springs nằm ở Trung Úc, còn được gọi là Red Centre, một môi trường khô cằn bao gồm nhiều hoang mạc khác nhau. Trong phân loại khí hậu Köppen, Alice Springs có khí hậu sa mạc (BWh) với mùa hè khô nóng bắt đầu vào 3 tháng đầu và 3 tháng cuối năm. Mùa đông dịu mát hơn, kéo dài từ tháng 5 đến tháng 9. Với lượng mưa trung bình hàng năm là 285,9 mm (11,3 in), thị trấn có khí hậu bán khô hạn, ngoại trừ sự bốc hơi cao, hoặc sự khô cằn của nó, làm cho Alice Springs có đặc điểm điển hình của khí hậu sa mạc.
Lượng mưa hàng năm khá thất thường, thay đổi hàng năm ở Alice Springs. Năm 2001, lượng mưa là 741 mm (29,2 in) và năm 2002 chỉ còn đạt mức 198 mm (7,8 in). Lượng mưa hàng ngày cao nhất là 204,8 mm (8,06 in), ghi nhận vào ngày 31 tháng 3 năm 1988.
Ở Alice Springs, biên độ nhiệt có thể dao động đến 28 °C (82,4 °F) và lượng mưa có thể thay đổi khá nhiều từ năm này sang năm khác. Vào mùa hè, nhiệt độ tối đa trung bình là vào khoảng 35,6 °C, trong khi vào mùa đông nhiệt độ tối thiểu trung bình có thể xuống đến 5,5 °C (41,9 °F), trung bình 12,4 đêm dưới mức đóng băng mỗi năm, dẫn đến hiện tượng sương muối. Độ cao của thị trấn là khoảng 545 mét (1.788 feet), khiến thị trấn trải qua những đêm mát mẻ vào mùa đông. Nhiệt độ cao nhất được ghi nhận là 45,2 °C (113,4 °F) vào ngày 3 tháng 1 năm 2006, trong khi mức thấp kỷ lục là -7,5 °C (18,5 °F), ghi lại vào ngày 17 tháng 7 năm 1976. Đây cũng là nhiệt độ thấp nhất từng được ghi nhận ở lãnh thổ Bắc Úc.
| Dữ liệu khí hậu của Alice Springs (Sân bay Alice Springs 1940–2016) | Dữ liệu khí hậu của Alice Springs (Sân bay Alice Springs 1940–2016) | Dữ liệu khí hậu của Alice Springs (Sân bay Alice Springs 1940–2016) | Dữ liệu khí hậu của Alice Springs (Sân bay Alice Springs 1940–2016) | Dữ liệu khí hậu của Alice Springs (Sân bay Alice Springs 1940–2016) | Dữ liệu khí hậu của Alice Springs (Sân bay Alice Springs 1940–2016) | Dữ liệu khí hậu của Alice Springs (Sân bay Alice Springs 1940–2016) | Dữ liệu khí hậu của Alice Springs (Sân bay Alice Springs 1940–2016) | Dữ liệu khí hậu của Alice Springs (Sân bay Alice Springs 1940–2016) | Dữ liệu khí hậu của Alice Springs (Sân bay Alice Springs 1940–2016) | Dữ liệu khí hậu của Alice Springs (Sân bay Alice Springs 1940–2016) | Dữ liệu khí hậu của Alice Springs (Sân bay Alice Springs 1940–2016) | Dữ liệu khí hậu của Alice Springs (Sân bay Alice Springs 1940–2016) | Dữ liệu khí hậu của Alice Springs (Sân bay Alice Springs 1940–2016) |
| Tháng                                                               | 1                                                                   | 2                                                                   | 3                                                                   | 4                                                                   | 5                                                                   | 6                                                                   | 7                                                                   | 8                                                                   | 9                                                                   | 10                                                                  | 11                                                                  | 12                                                                  | Năm                                                                 |
| ------------------------------------------------------------------- | ------------------------------------------------------------------- | ------------------------------------------------------------------- | ------------------------------------------------------------------- | ------------------------------------------------------------------- | ------------------------------------------------------------------- | ------------------------------------------------------------------- | ------------------------------------------------------------------- | ------------------------------------------------------------------- | ------------------------------------------------------------------- | ------------------------------------------------------------------- | ------------------------------------------------------------------- | ------------------------------------------------------------------- | ------------------------------------------------------------------- |
| Cao kỉ lục °C (°F)                                                  | 45.2 (113.4)                                                        | 44.7 (112.5)                                                        | 42.5 (108.5)                                                        | 39.9 (103.8)                                                        | 35.0 (95.0)                                                         | 31.6 (88.9)                                                         | 31.6 (88.9)                                                         | 35.2 (95.4)                                                         | 38.8 (101.8)                                                        | 42.6 (108.7)                                                        | 44.9 (112.8)                                                        | 44.2 (111.6)                                                        | 45.2 (113.4)                                                        |
| Trung bình ngày tối đa °C (°F)                                      | 36.3 (97.3)                                                         | 35.1 (95.2)                                                         | 32.7 (90.9)                                                         | 28.3 (82.9)                                                         | 23.1 (73.6)                                                         | 19.8 (67.6)                                                         | 19.7 (67.5)                                                         | 22.7 (72.9)                                                         | 27.3 (81.1)                                                         | 31.1 (88.0)                                                         | 33.7 (92.7)                                                         | 35.4 (95.7)                                                         | 28.8 (83.8)                                                         |
| Tối thiểu trung bình ngày °C (°F)                                   | 21.4 (70.5)                                                         | 20.7 (69.3)                                                         | 17.5 (63.5)                                                         | 12.6 (54.7)                                                         | 8.3 (46.9)                                                          | 5.0 (41.0)                                                          | 4.0 (39.2)                                                          | 6.0 (42.8)                                                          | 10.3 (50.5)                                                         | 14.7 (58.5)                                                         | 17.9 (64.2)                                                         | 20.2 (68.4)                                                         | 13.2 (55.8)                                                         |
| Thấp kỉ lục °C (°F)                                                 | 10.0 (50.0)                                                         | 8.5 (47.3)                                                          | 6.1 (43.0)                                                          | 1.4 (34.5)                                                          | −2.7 (27.1)                                                         | −6.0 (21.2)                                                         | −7.5 (18.5)                                                         | −4.1 (24.6)                                                         | −1.0 (30.2)                                                         | 1.3 (34.3)                                                          | 3.5 (38.3)                                                          | 9.3 (48.7)                                                          | −7.5 (18.5)                                                         |
| Lượng mưa trung bình mm (inches)                                    | 40.7 (1.60)                                                         | 43.0 (1.69)                                                         | 31.2 (1.23)                                                         | 17.2 (0.68)                                                         | 19.0 (0.75)                                                         | 13.5 (0.53)                                                         | 15.3 (0.60)                                                         | 9.0 (0.35)                                                          | 8.7 (0.34)                                                          | 20.2 (0.80)                                                         | 28.1 (1.11)                                                         | 37.9 (1.49)                                                         | 282.8 (11.13)                                                       |
| Số ngày mưa trung bình                                              | 4.8                                                                 | 4.6                                                                 | 3.3                                                                 | 2.2                                                                 | 3.0                                                                 | 2.8                                                                 | 2.6                                                                 | 2.0                                                                 | 2.4                                                                 | 4.4                                                                 | 5.5                                                                 | 6.0                                                                 | 43.6                                                                |
| Độ ẩm tương đối trung bình buổi chiều (%)                           | 22                                                                  | 25                                                                  | 24                                                                  | 26                                                                  | 33                                                                  | 35                                                                  | 32                                                                  | 25                                                                  | 21                                                                  | 19                                                                  | 19                                                                  | 21                                                                  | 25                                                                  |
| Số giờ nắng trung bình tháng                                        | 306.0                                                               | 276.8                                                               | 300.7                                                               | 285.0                                                               | 263.5                                                               | 252.0                                                               | 282.1                                                               | 306.9                                                               | 300.0                                                               | 313.1                                                               | 303.0                                                               | 310.0                                                               | 3.499,1                                                             |
| Nguồn: Australian Bureau of Meteorology                             |                                                                     |                                                                     |                                                                     |                                                                     |                                                                     |                                                                     |                                                                     |                                                                     |                                                                     |                                                                     |                                                                     |                                                                     |                                                                     |

## Nhân khẩu
Theo điều tra dân số năm 2016, đã có 23.726 người trong Khu đô thị Alice Springs.
- Thổ dân và dân đảo Torres Strait chiếm 18,1% dân số.
- 64,2% người được sinh ra ở Úc. Các nước bản xứ phổ biến nhất tiếp theo là New Zealand 3,6%, Mỹ 2,8%, Ấn Độ 2,8%, Anh 2,6% và Philippines 2,1%..
- 68,3% người dân chỉ nói tiếng Anh ở nhà. Các ngôn ngữ khác được nói ở nhà bao gồm Malayalam 1.7%, Arrernte 1.0%, Tagalog 1.0%, Quan thoại 0.8% và Filipino 0.8%...
- Câu trả lời phổ biến nhất cho tôn giáo là Không Tôn giáo 32,5% và Công giáo 18,8%.

Từ năm 2013, dân số của Alice Springs đã giảm. Ước tính dân số cho tháng 6 năm 2015 là 27.972 đã giảm 1% vào năm 2014. Tốc độ tăng trưởng trung bình 5 năm cho đến tháng 6/2015 là ≤1% / năm. Năm 2006, nhóm tổ tiên lớn nhất ở Alice Springs là Úc (9,814 hoặc 31%), Anh (6,970 hoặc 22%), Cộng hòa Ireland (2,217 hoặc 7%), Scotland (1,825 hoặc 7%), Thổ dân châu Úc (1,790 hoặc 6 %, mặc dù lưu ý rằng một tỷ lệ lớn hơn các cư dân của thị trấn xác định là Thổ dân), Đức (1,502 hoặc 5%), và Ý (529 hoặc 2%). Mặc dù 75% dân số của Alice Springs được sinh ra ở Úc, nơi sinh phổ biến nhất cho người nhập cư trong Tổng điều tra năm 2006 là Vương quốc Anh (3%), Hoa Kỳ (3%), New Zealand (2%) và Philippines (1%).
Các ngôn ngữ không phải tiếng Anh được nói phổ biến nhất ở Alice Springs là: Tiếng Thượng Arrernte, Warlpiri, Luritja, Pitjantjatjara và tiếng Ý.

### Dân số thổ dân
Theo điều tra dân số năm 2006, thổ dân châu Úc chiếm khoảng 19% dân số của Alice Springs và 28% lãnh thổ phía Bắc, mặc dù điều tra dân số cho Alice Springs có thể là một đánh giá thấp. Vì Alice Springs là trung tâm khu vực của Trung Úc, nó thu hút người Thổ dân từ khắp nơi trong vùng đó và vượt ra ngoài. Nhiều người thổ dân thường xuyên ghé thăm để sử dụng các dịch vụ của thị trấn. Thổ dân thường sống ở ngoại ô, cho thuê mục đích đặc biệt (hoặc trại thị trấn), hoặc xa hơn ở Amoonguna ở phía nam và trên các cộng đồng dân cư nhỏ trên đất thổ dân ở các khu vực xung quanh.
Các chủ sở hữu truyền thống của khu vực Alice Springs là những người Trung tâm Arrernte. Vì nó là thị trấn lớn nhất ở miền trung nước Úc, cũng có những người nói tiếng Warlpiri, Warumungu, Kaytetye, Alyawarre, Luritja, Pintupi, Pitjantjatjara, Yankunytjatjara, Ngaanyatjarra, Pertame, Đông và Tây Arrernte trong số những người khác.

### Dân số nước ngoài và lưu động

#### Dân số Mỹ

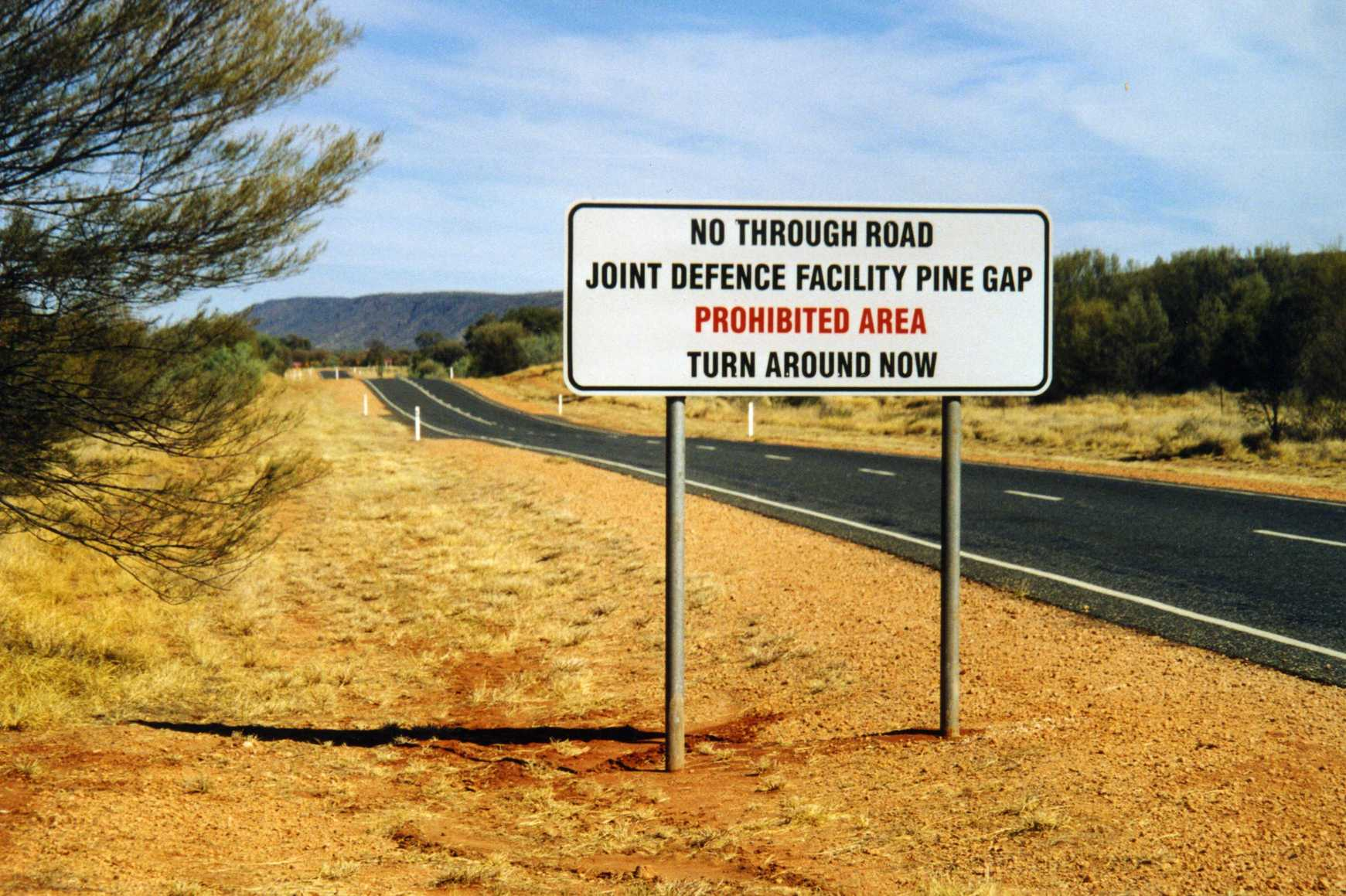
Khu vực cấm lưu thông trên đường đến Pine Gap

Người Mỹ đã sống ở Alice Springs liên tục kể từ khi thành lập Lực lượng Không quân Hoa Kỳ 421, năm 1954. Hiện tại nằm trên Schwarz Crescent, nó là một phần của dự án hợp tác giữa Mỹ và Úc được gọi là Trạm Nghiên cứu Địa chất và Địa lý Chung (JGGRS). Các đơn vị được địa phương gọi là "Det 421" hoặc "The Det" và đã tài trợ cho đến 25 gia đình người Mỹ sống như những cư dân tạm thời của quận Alice Springs. Để đánh dấu tình hữu nghị lâu dài với cộng đồng, ngày 1 tháng 7 năm 1995, Hội đồng Thị trấn Alice Springs đã cấp quyền tự do nhập cảnh 421 vào Alice Springs. Kể từ đầu những năm 1970, phần lớn dân số Mỹ ở Alice Springs đã được kết hợp với gần Pine Gap, một trạm theo dõi vệ tinh chung của Mỹ-Úc, nằm cách 19 km (12 dặm) về phía tây nam của Alice Springs, sử dụng khoảng 700 Người Mỹ và người Úc.
Hiện tại, 2.000 cư dân của quận Alice Springs có quốc tịch Mỹ. Nhiều người trong số này, được tham gia bởi một số người Úc, kỷ niệm ngày lễ lớn của Mỹ, bao gồm Ngày Độc lập Hoa Kỳ và Lễ tạ ơn. Người Mỹ ở Alice Springs cũng được biết là tham gia vào một loạt các hiệp hội và các đội thể thao, bao gồm các cuộc thi bóng chày, bóng rổ và bóng đá.

#### Những nền văn hoá khác
Một số cộng đồng nhập cư nhỏ của các nền văn hóa nước ngoài khác đã tìm thấy một ngôi nhà ở Alice Springs, bao gồm các nhóm dân tộc đến từ Việt Nam, Trung Quốc, Thái Lan và Ấn Độ. Tác động rõ ràng nhất từ sự hiện diện của họ trong một thị trấn nhỏ bé và biệt lập như thế này là việc mở nhiều nhà hàng phục vụ các món ăn truyền thống của đất nước họ.

### Dân số lưu động
Alice Springs có dân số lưu động lớn. Dân số này thường bao gồm khách du lịch nước ngoài và những vùng khác của Úc, thổ dân Úc đến từ các cộng đồng Trung Úc gần đó, và công nhân Úc hoặc quốc tế về các hợp đồng ngắn hạn. Các nguồn chính của công việc tuyển dụng lao động vào thị trấn là các trạm và mỏ. Khách du lịch nước ngoài thường đi qua thị trấn trên đường đến Vườn quốc gia Uluru-Kata Tjuta, trong khi khách du lịch Úc thường đi qua đây như một phần của những sự kiện như Masters Games và Race Finke Desert. Những sự kiện này có thể khiến dân số của thị trấn dao động đến vài nghìn người trong vòng vài ngày.

## Chính phủ

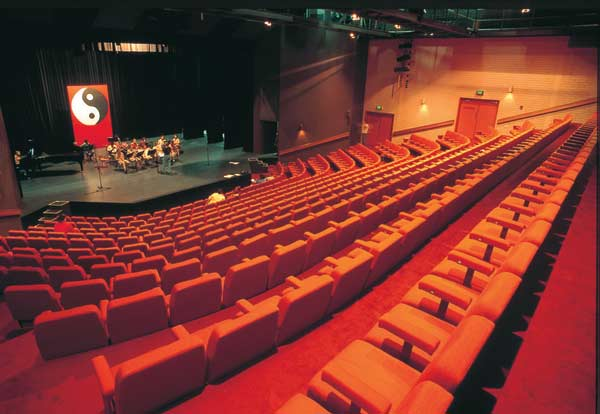
Trung tâm nghệ thuật và giải trí Araluen - Khu văn hóa Alice Springs

Hội đồng Thị trấn Alice Springs quản lý khu vực Alice Springs, ở trung tâm thị trấn, các vùng ngoại ô và một số khu vực nông thôn. Hội đồng Thị trấn Alice Springs đã quản lý Alice Springs từ năm 1971. Hội đồng Alice Springs bao gồm chín thành viên: thị trưởng và tám aldermen. Thị trấn không được chia thành các phường. Thị trưởng hiện tại của Alice Springs là Damien Ryan. Cuộc họp Hội đồng được tổ chức vào Thứ Hai cuối cùng của mỗi tháng. Vùng Alice Springs được quản lý bởi khu vực chính quyền địa phương MacDonnell Region mới được tạo ra, nơi Alice Springs đóng vai trò là hội đồng thành phố.
Alice Springs và khu vực xung quanh có bốn thành viên được bầu vào Hội đồng Lập pháp Lãnh thổ phía Bắc. Araluen và Braitling là hoàn toàn trong Alice Springs, trong khi các ghế chủ yếu là nông thôn của Stuart và Namatjira tràn vào thị trấn. Trong lịch sử, Alice Springs đã nghiêng về đảng Tự Do. Đó là một thành trì của Đảng Tự do Quốc gia trong nhiều năm; chỉ có phía đông bắc (một phần trong số đó là ở Stuart) có khynh hướng nghiêng về phía công đảng Úc. Tuy nhiên, những xu hướng này đã bị thay đổi đáng kể trong cuộc bầu cử năm 2016. Cựu Bộ trưởng và cư dân Alice Springs, Adam Giles mất Braitling vào tay công đảng, Araluen được giữ lại bởi một thành viên cũ của CLP đã trở nên độc lập, và Namatjira và Stuart rơi vào công đảng. Kết quả là, CLP đã hoàn toàn đóng cửa ở Alice Springs lần đầu tiên.
Trong Hạ viện Úc, Alice Springs là một phần của Khoa Lingiari, bao gồm tất cả Lãnh thổ bên ngoài khu vực Darwin / Palmerston. Lingiari hiện đang được tổ chức bởi thành viên Lao động và cư dân Alice Springs Warren Snowdon.

## Kinh tế

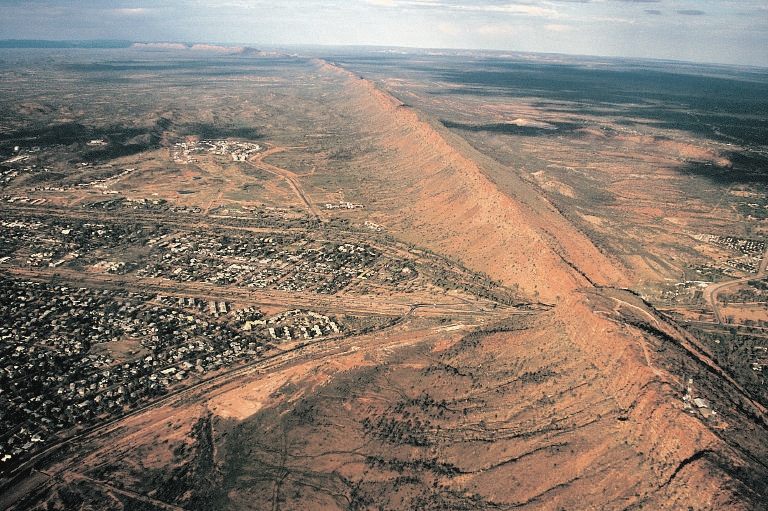
Một góc nhìn hiển thị các liên kết giao thông đi qua Heavitree Gap trong Dãy MacDonnell Ranges được tìm thấy gần thị trấn

Alice Springs bắt đầu như một thị trấn dịch vụ cho ngành công nghiệp mục vụ đầu tiên đến khu vực này. Ngày nay, thị trấn có diện tích 546.046 kilômét vuông (210.830 dặm vuông) và dân số khu vực là 38.749. Vùng này bao gồm một số công trình khai thác và các cộng đồng mục vụ, Cơ sở Nghiên cứu Không gian Quốc phòng tại Pine Gap và các điểm du lịch tại Vườn quốc gia Uluru-Kata Tjuta, Công viên Quốc gia Watarrka và Dãy MacDonnell.
Người sử dụng lao động lớn nhất ở Alice Springs là Chính phủ Lãnh thổ phía Bắc, với 8% người làm việc trong quản lý nhà nước, 7% trong giáo dục trung học và 4% ở Bệnh viện Alice Springs. Nền kinh tế của Alice Springs phần nào phụ thuộc vào du lịch trong nước và quốc tế, với 4% lực lượng lao động làm việc cung cấp chỗ ở.
Cũng như Territory Discoveries, tất cả các công ty du lịch lớn đều có cơ sở tại Alice Springs, bao gồm AAT Kings & APT, cũng như nhiều nhà khai thác địa phương, bao gồm cả Emu Run Tours, Anganu Waai! các tour du lịch, Alice Wanderer và Wayoutback Desert Safaris, nhà điều hành được công nhận duy nhất tại địa phương được đánh giá cao về du lịch sinh thái.
Alice Springs là nơi có nhiều khách sạn, từ khách sạn Lasseters Hotel Casino 4 sao đến các nhà trọ cho du khách ba lô. Ngoài ra còn có các công viên caravan.

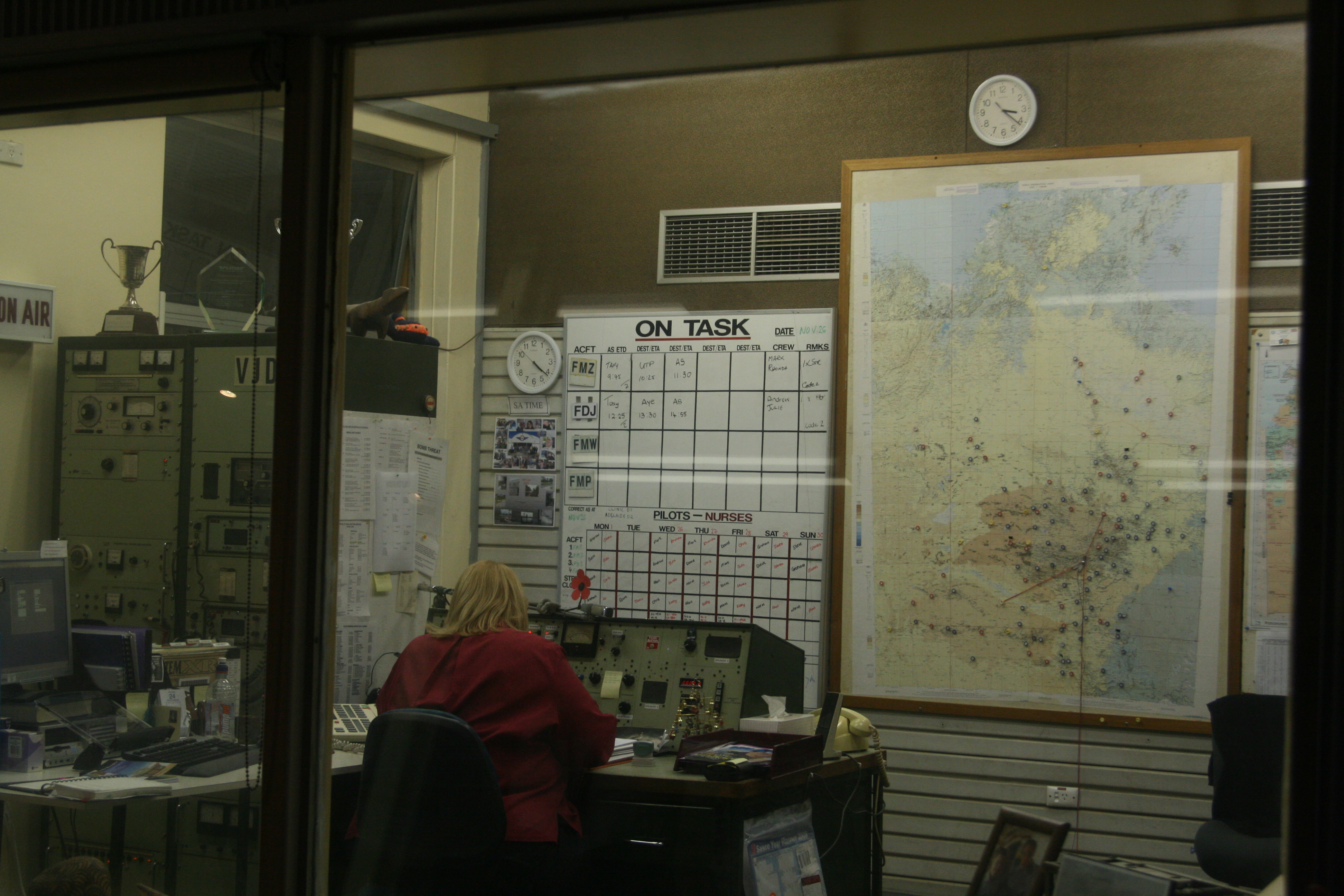
Dịch vụ điều phối Bác sĩ Hàng không

Trung tâm điều phối cho Dịch vụ Bác sĩ Hàng không Hoàng gia Úc hoạt động tại đây. Đây là một trong những tổ chức y tế lớn nhất và toàn diện nhất trên thế giới. Nó cung cấp các dịch vụ chăm sóc sức khỏe cấp cứu và cấp cứu cho những người sống ở các vùng nông thôn, vùng sâu, vùng xa của Úc. Đây là một tổ chức phi lợi nhuận cung cấp dịch vụ chăm sóc sức khỏe cho những bệnh nhân không thể đến bệnh viện hoặc các cơ sở y tế do khoảng cách xa xôi rộng lớn của vùng hẻo lánh.

## Giáo dục
Giáo dục được giám sát trên toàn lãnh thổ bởi Bộ Giáo dục và Đào tạo (DET). Nó hoạt động để liên tục cải thiện kết quả giáo dục cho tất cả học sinh, tập trung vào các sinh viên bản địa.

### Mầm non, tiểu học và trung học
Alice Springs được phục vụ bởi 19 trường công lập và tư thục phục vụ cho học sinh trong và ngoài nước. Hơn 3.843 học sinh tiểu học và trung học được ghi danh vào các trường ở Alice Springs, với 2.187 học sinh theo học tiểu học, và 1.656 học sinh theo học trung học. Có hơn 1.932 học sinh theo học tại các trường công lập và 1.055 học sinh theo học tại các trường tư thục.
Alice Springs có một trường học Alice Springs of the Air cung cấp giáo dục cho học sinh sống ở những vùng hẻo lánh, vùng sâu vùng xa.

### Đại học và dạy nghề
Cơ sở ở Alice Springs của Đại học Charles Darwin cung cấp các khóa học về TAFE và giáo dục đại học. Trung tâm Công nghệ phù hợp được thành lập vào năm 1980 và cung cấp một loạt các dịch vụ để khuyến khích và giúp đỡ người thổ dân nâng cao chất lượng cuộc sống của họ ở các cộng đồng hẻo lánh.

## Văn hóa và giải trí

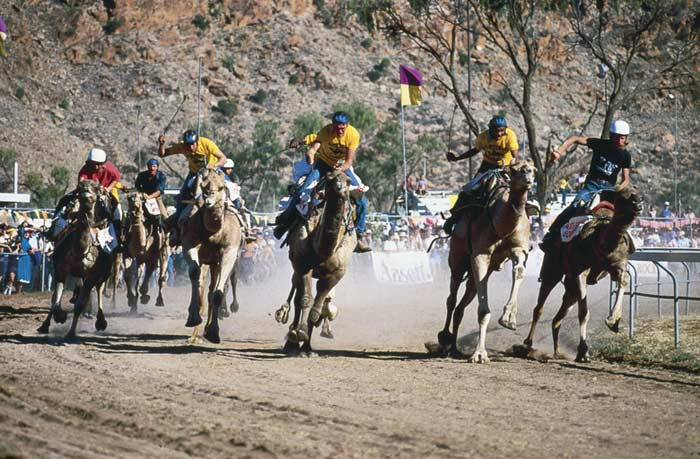
Lễ đua lạc đà trong giải Camel Cup

### Đặc điểm xã hội
Alice Springs được gọi là thủ đô cho người đồng tính nữ của Úc. Phân tích về tỷ lệ sở hữu kép và quyền sở hữu hộ gia đình cùng giới tính từ Tổng điều tra dân số Úc dường như chứng minh được yêu cầu này. Dân số lớn là do sự phản đối hòa bình của phụ nữ Pine Gap năm 1983, tạo ra một quần thể dân số quan trọng và cộng đồng đồng tính nữ tự duy trì liên tục

### Sự kiện và lễ hội
Trọng tâm của thị trấn, Todd Mall, tổ chức một số phòng trưng bày nghệ thuật thổ dân và các sự kiện cộng đồng. Lối sống sa mạc của Alice Springs đã truyền cảm hứng cho một số sự kiện độc đáo, chẳng hạn như Lễ hội sa mạc Alice, Red Centre NATS, Parrtjima, Camel Cup, Henley-on-Todd Regatta, Lễ hội Beanie và Cuộc đua sa mạc Finke. Cuộc đua sa mạc Finke là một thách thức 'ở đó và trở lại' từ Alice Springs đến Cộng đồng Aputula (Finke), bao gồm một chuyến đi khứ hồi dài 460 km.

### Nghệ thuật và giải trí
Alice Springs được biết đến như là thủ đô Nghệ thuật Thổ dân của Trung Úc, nơi có nhiều phòng trưng bày nghệ thuật địa phương và thổ dân. Nghệ thuật bản địa Úc là chi phối hơn, và phòng trưng bày giới thiệu văn hóa phong phú và truyền thống bản địa mà rất nhiều ở Trung Úc. Thương mại trong nghệ thuật thổ dân tăng vọt sau khi phong trào vẽ tranh bắt đầu tại Papunya, một khu định cư thổ dân Trung Úc, và quét các cộng đồng bản địa khác. Trung Úc là ngôi nhà của một số tên nổi bật nhất trong nghệ thuật thổ dân, bao gồm Emily Kngwarreye, Minnie Pwerle, Clifford Possum Tjapaltjarri, Albert Namatjira và Wenten Rubuntja. Bảo tàng Trung ương Úc / Trung tâm nghiên cứu Stehlow có một số chứng cứ lịch sử tự nhiên quan trọng nhất và các tài liệu lưu trữ gắn liền với lịch sử và văn hóa của khu vực. Lưu trữ Strehlow cũng chứa các tài liệu liên quan đến những người Arrernte của Trung Úc. Trung tâm Nghệ thuật và Giải trí Araluen giới thiệu các vở nhạc kịch và dàn nhạc đẳng cấp thế giới cũng như các buổi biểu diễn của địa phương. Cung Vinh danh Phụ nữ Tiên phong Quốc gia cũng nằm trong thị trấn.

## Du lịch

### Giải trí
Các hoạt động du lịch giải trí bao gồm đi bộ đường dài trong dãy MacDonnell Ranges gần đó, lái xe theo đường 4 bánh tại Vườn Quốc gia Finke Gorge và ghé thăm nhiều phòng trưng bày nghệ thuật ở Todd Mall.
Thị trấn có một số bảo tàng nhỏ có nhiều hiện vật đặc sắc. Bộ sưu tập rộng lớn tại Bảo tàng Traeger của Old Timer trên đường cao tốc North Stuart bao gồm các đồ tạo tác từ những cư dân Afghanistan và Đức đầu tiên của thị trấn, các đồ tạo tác và đồ vật truyền thống của Thổ dân cho thấy sự kết hợp sớm của nền văn hóa châu Âu và Thổ dân như một con dao có cánh thủy tinh. Một tour du lịch âm thanh và các hoạt động phong cách câu đố giáo dục cho trẻ em có thể được tải xuống từ trang web The Flynn Trail. Bảo tàng mở cửa từ 2 giờ chiều đến 4 giờ tối bảy ngày một tuần.

### Công viên và vườn
Alice Springs thường xuyên là điểm dừng chân của những du khách trên đường tham quan di tích Uluru ở Vườn quốc gia Uluru-Kata Tjuta cách thị trấn khoảng 440 km. Công viên sa mạc Alice Springs được tạo ra để phổ biến kiến thức cho du khách về nhiều khía cạnh của môi trường sa mạc xung quanh. Ngoài ra còn có một vườn thực vật trồng nhiều loài cây sống trong môi trường nhiệt đới khô cằn là vườn bách thảo Olive Pink, cách trung tâm thị trấn một đoạn ngắn. Vườn được đặt tên theo nhà nhân loại học, tự nhiên và nghệ sĩ Olive Pink, sống ở thị trấn gần 30 năm và qua đời vào năm 1975. Bà nổi tiếng tại địa phương và được gọi là Hoa hậu Hồng.
Trung tâm bò sát Alice Springs nằm ở trung tâm thị trấn. Trung tâm có bộ sưu tập bò sát lớn nhất ở Lãnh thổ phía Bắc. Những loài đáng chú ý ở trung tâm bao gồm cá sấu nước mặn, kỳ đà khổng lồ, Thằn lằn cổ tử cung, thằn lằn quỷ gai, nhiều loài trăn lớn và nhỏ và cả các loài rắn độc bao gồm cả rắn Taipan nội địa, rắn Brown, rắn Death Adders và rắn Mulga. Trung tâm là một điểm đến du lịch nổi tiếng, đặc biệt đối với trẻ em.

## Tội phạm
Tội phạm liên quan đến tài sản là một vấn đề xã hội cấp bách ở Alice Springs, và tỉ lệ tội phạm bạo lực ở thị trấn năm 2010 là ở mức chưa từng thấy, được xem là "ngoài tầm kiểm soát". Alice Springs đã được mô tả là một trong những thị trấn nguy hiểm nhất ở Úc và là "thủ đô giết người" của Úc. Mức độ tội phạm đã có tác động lớn đến ngành du lịch của thị trấn với khách du lịch từ một số quốc gia được cảnh báo để tránh đến thị trấn hoặc có biện pháp phòng ngừa thêm nếu buộc phải tới. Hầu hết các tội phạm bạo lực ở Alice Springs là giữa những người thổ dân, với bạo lực từ những người không phải thổ dân là không quá thường xuyên.
Tội phạm bạo lực là phổ biến ở Alice Springs, chủ yếu liên quan đến người thổ dân, đặc biệt là giữa vợ hoặc chồng hoặc thanh niên. Hầu hết các vụ giết người và nhiều vụ hãm hiếp đều được thực hiện ở lòng sông Todd khô. Hầu hết các nạn nhân giết người của Alice Springs là thổ dân và một tỷ lệ cao là phụ nữ. Hầu hết các nạn nhân tấn công cũng là thổ dân, mặc dù một số người không phải bản địa cũng đã bị tấn công. Dân số thổ dân của Alice Springs là đại diện cho tội phạm bạo lực, chiếm hơn ba phần tư tội phạm tấn công.
Tỷ lệ tội phạm cao là do điều kiện trong cộng đồng thổ dân Alice Springs. Các trại thị trấn của thổ dân Alice Springs nổi tiếng vì tệ nạn nghiện rượu, bạo lực và điều kiện sống không đạt tiêu chuẩn. Các vụ tấn công là phổ biến ở các trại thị trấn của thổ dân và 95% người dân trong thị trấn bỏ chạy khỏi các vụ bạo lực gia đình là người bản địa. Mức độ bạo lực gia đình trong cộng đồng thổ dân đã được mô tả là "ngoài tầm kiểm soát" bởi Northern Coroner. Các trại bản địa của Alice Springs được Bộ trưởng Bộ bản địa mô tả là "thủ đô giết người". Tỷ lệ tội phạm ở Alice Springs từ các cộng đồng thổ dân đạt đến điểm khủng hoảng trong năm 2013, dẫn đến chính quyền địa phương gọi đó là thời điểm cần có một cuộc họp khẩn cấp của chính phủ Lãnh thổ, cảnh sát và các bên liên quan khác để đưa ra giải pháp.
Sự đại diện về tội phạm quá mức của thổ dân cũng được quy cho một phần người thổ dân di chuyển vào Alice Springs từ nhiều cộng đồng hẻo lánh hơn ở bên ngoài.
Tội phạm thanh niên cũng là một vấn đề nghiêm trọng ở Alice Springs, đặc biệt là vào ban đêm khi số lượng lớn thanh niên lang thang trên các đường phố của thị trấn không được giám sát, và thực hiện các cuộc tấn công và trộm cắp, phá hoại tài sản và ném đá vào các phương tiện di chuyển trên đường. Vấn đề tội phạm thanh niên là do người dân bản địa đến thị trấn từ các cộng đồng xa xôi để thoát khỏi sự can thiệp của chính quyền lãnh thổ, với một số trẻ em sử dụng phương tiện giao thông công cộng do chính phủ tài trợ để đi hàng trăm cây số từ các cộng đồng từ xa đến Alice Springs không có người đi kèm. Nghị sĩ địa phương Chansey Paech phản đối điều này là không công bằng khi đổ lỗi cho trẻ em từ các vùng sâu vùng xa, lưu ý rằng một phần lớn thanh niên có vấn đề là từ Alice Springs. Vấn đề tội phạm thanh niên ở Alice Springs cũng được quy cho trẻ em lang thang vào ban đêm để tránh bị lạm dụng và bạo lực gia đình ở nhà.
Những thanh niên ném đá vào những chiếc xe đi trên đường phố ở Alice Springs là một vấn đề đang diễn ra với nhiều xe bị hư hại và một số người lái xe bị thương nặng. Nhân viên dịch vụ cấp cứu, bao gồm cả cảnh sát và xe cứu thương cũng là mục tiêu của các cuộc tấn công bằng đá của giới trẻ.

## Giao thông

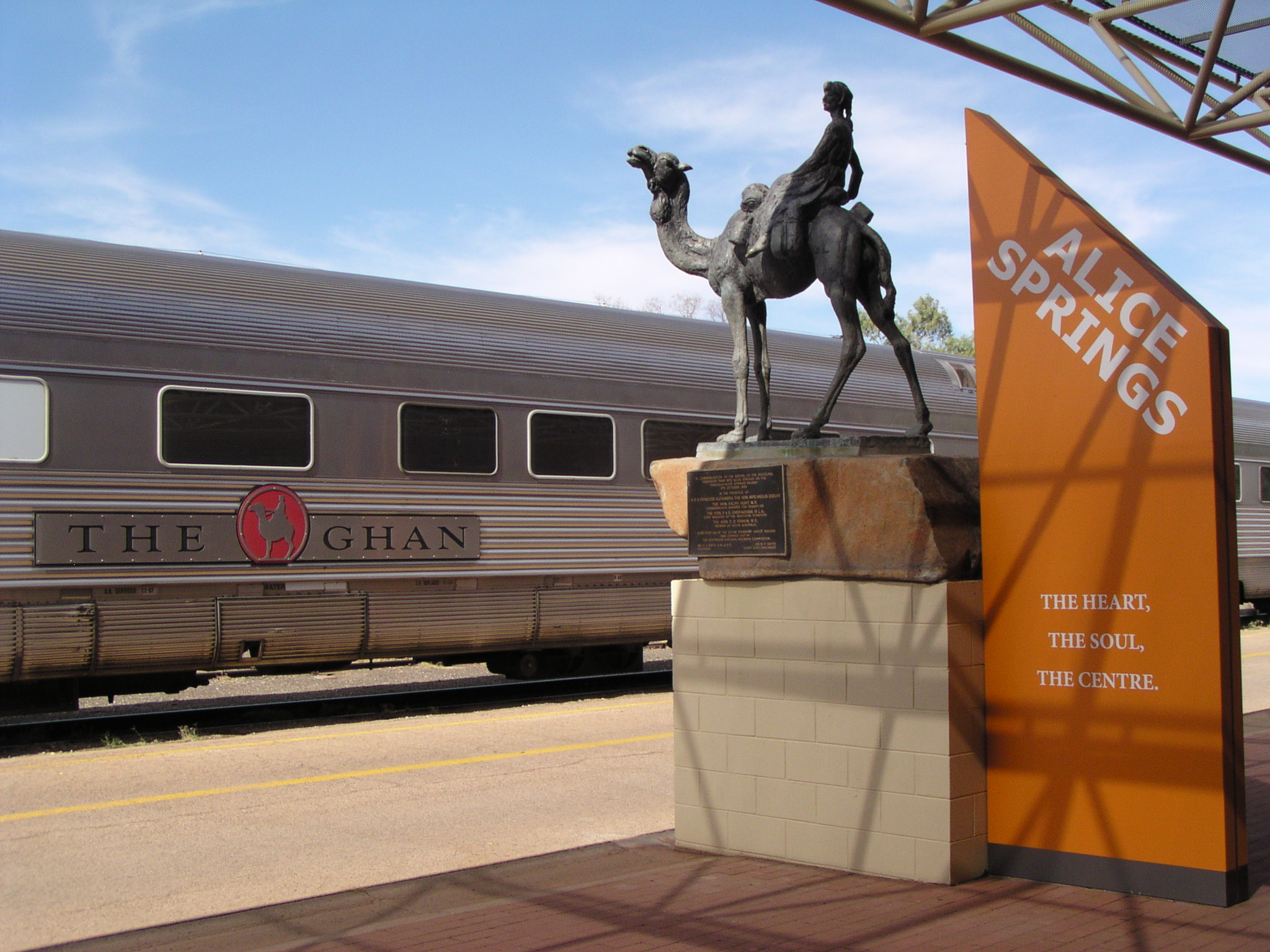
Tàu Ghan ở ga Alice Springs

Nằm trên tuyến đường sắt Adelaide-Darwin, Alice Springs có thể đến bằng tàu hỏa. Ga tàu Alice Springs được hãng tàu Ghan ghé thăm, do Great Southern Rail điều hành, trên hành trình giữa Adelaide và Darwin. Tàu đến hai lần mỗi tuần theo mỗi hướng.
Tuyến đầu tiên mở cửa cho Alice Springs vào năm 1929, là tuyến đường sắt khổ hẹp Trung Úc. Mãi đến năm 1980, đường dây đo tiêu chuẩn hiện tại đã được mở ra, được mở rộng đến Darwin vào năm 2004.
Có dịch vụ xe buýt tốc hành hàng ngày đến và đi từ Adelaide và Darwin phục vụ Alice Springs. Xa lộ Stuart, chạy về phía bắc từ Adelaide đến Darwin qua Alice Springs, là con đường quan trọng nhất của lãnh thổ Bắc Úc. Khoảng cách từ Alice Springs đến Adelaide là 1.530 km (950 mi) và Darwin là 1.498 kilômét (931 mi).
Có các chuyến bay hàng ngày từ Sân bay Alice Springs đến Adelaide, Ayers Rock (Uluru), Cairns, Darwin, Melbourne, Perth và Sydney. Ngoài ra còn có các chuyến bay thẳng một vài lần một tuần đến Brisbane. Hai hãng hàng không phục vụ Alice Springs: Qantas và Virgin Australia.
Alice Springs là cơ sở cho dịch vụ Hoàng gia Bác sĩ Hàng không của Úc.